# Горно Броди
Горно Броди (рядко Горни Брод, на гръцки: Άνω Βροντού, Ано Вронду) е село в Република Гърция, дем Сяр (Серес), област Централна Македония.

## География
Селото е разположено на 35 километра от Сяр (Серес) в малка котловина между планините Шарлия (Бродската планина, на гръцки Врондос) от запад, Черна гора (Мавро Вуно) от североизток и Сминица (Меникио) от юг на 1060 метра надморска височина. Горно Броди е едно от най-южните села в историко-географската област Мървашко. През него тече Бродската река (Златарева река, Буланъка, Дурвица).

## История

### Етимология
Според Йордан Н. Иванов Броди произхожда от брод (планински), за което свидетелстват и формите Горни и Долни Брод. Жителското име е горнобро̀жденин, горнобро̀жденка, горнобро̀ждене.

### Средновековие
Първото споменаване за Броди е от XIV век в заповед от сръбския цар Стефан Душан до управителя на Вронду и Трилисион (Търлис) Райко.

### В Османската империя

#### Рударство
Жителите на селото носят името мърваци и традиционно се занимават с рударство и скотовъдство. Горно Броди е най-големият железодобиваен център в областта Мървашко. До втората половина на XIX век главното занятие на местните е било железодобиването и свързаните с него професии и занаяти. Друг разпространен занаят сред бродчани е дърворезбарството на църковни иконостаси и часовникарството – Братя Димкови от Горно Броди са направили уникалния часовник в камбанарията на село Тешово. В края на XIX век железодобивната индустрия запада и с него започва да упада и селото. Оттук са излизали и известни строители и камбанолеяри.
Селото е най-големият център на железодобиването в Мървашко и железодобиването и свързаните с него професии са основно занимание на горнобродчани. В селото има около 12 пехци, от които до началото на 20 просъществуват само два. Горно Броди е и най-развитото самоковарско селище с повече от 20 самокова в XIX век, от които до края на века остават 5 – 6. В селото има и много кузни – 15 – 20 в края на XIX век, в които се изработват земеделски и домакински сечива, подкови и клинзи. Някои от кузните са доста модерни работилници. Продукцията им се изнася на Серския панаир.
Васил Кънчов, който посещава Горно Броди през 1891 година, заварва самоковите в селото още работещи:
| „ | Беше вече тъмно, когато слизахме към Броди. Но пред нас светнаха в тъмнината големи червени пламъци, които фантастически осветяваха околността. Почена да се слуша срашно бъхтене на чукове и див плясък на вода. Разправиха ми, че това са бродските самокови, дето по цяла нощ се работи желязо. И наистина, като се приближихме до пещите, виждаха се през пламъците почернелите ковачи, които обикаляха пламъците. Всичко това приличаше на Плутоновата подземна ковачница. | “ |

#### Възрожденски борби
През XIX век Горно Броди е голямо чисто българско село. Според „Етнография на вилаетите Адрианопол, Монастир и Салоника“, издадена в Константинопол в 1878 година и отразяваща статистиката на населението от 1873 Горни брод (Gorni-brod) има 793 домакинства с 2700 жители българи. В селото функционира и българско училище от 1868 година, когато учителят Георги Зимбилев от Либяхово заменя езика на преподаване в местното училище от гръцки на български.
След Руско-турската война 1877 – 1878 в района на Горно Броди се подвизава четата на Зюмбюл войвода, който с брат си в продължение на 20 години защитава местното българско население. На Великден 1880 година четата на Зюмбюловци влиза с развети знамена в Горно Броди, войводата изгаря всички гръцки книги и кара гъркоманите да се закълнат пред иконата на Свети Кирил и Методий, че няма да правят злини на българското училище и българското богослужение. А на излизане от селото четата унищожава една черкезка потеря. Тези две събития принуждават управителя на Сяр да изпрати войска в Горно Броди, която арестува 90 души и много от тях са заточени в Анадола. Останалите са пуснати след като са накарани да се закълнат в гръцката митрополия. Българското училище е затворено и селото се връща под владичеството на Цариградската патриаршия. През 1887 година българското училище е отворено наново.
В 1889 година Стефан Веркович (Топографическо-этнографическій очеркъ Македоніи) пише за Горно Броди:
| „ | Броди (Врондіа): главното село на каазата; 2 нови църкви и 1 стара; 1 училище, 6 хана, 57 магазина. Жителите се занимават с изгаряне на въглища в горите на Мадемохорския (Халкедонския) полуостров. Те се занимават с това от Света Богородица до Петровден. Земеделието жителите на това село го пренебрегват, тъй като тук освен ръж, нищо друго не расте. От лена, с чиято обработка се занимват жените, се приготвя плат. Селото е на склоновета на Черна гора, на която снегът се задържа до юни. То отстои на 6 часа от града. | “ |

В статистическите си таблици Веркович отбелязва Горни Брод (Врондіа) като село със 798 български къщи.
В 1891 година Георги Стрезов определя селото като част от Баницакол и пише:
| „ | Горно Броди, на север от града 6 часа, на края на същия дол, в който е разположен и манастирът. Пътят изкривен и стръмен, ту от едната страна, ту от другата; има два моста, от които по-големият се казва „Шейтан-кьопруси“... Има две църкви: по-голямата „Св. Димитър“ и „Св. Богородица“. Последната е съградена преди 18 години; и в двете четат смесено: български и гръцки. Училищата две: гръцко с един учител и 40 ученика и българско с два учителя и повече от 120 ученика. Българското училище тая година се отвори отново с „емир“ от Солун и тази е първата година, която проживя мирно. Населението в тази паланка е чисто българско и расте твърде бързо. Има от 1200 къщи нагоре с 6000 и повече жители. Забележителна е тая паланка и с ожесточената борба, която се води между българска и гъркоманска партия – от трима-четири инаети българе. Преди три години в Броди имало християнин мюдюрин – сегашни върл гъркоманин. | “ |

През 1893 година 850 от 900-те къщи на селото приемат върховенството на Българската екзархия. Според Васил Кънчов („Македония. Етнография и статистика“) в 1900 в Горно Броди живеят 6100 души българи християни. По данни на секретаря на екзархията Димитър Мишев („La Macédoine et sa Population Chrétienne“) през 1905 година в селото има 6480 българи екзархисти и 240 българи патриаршисти и функционират по едно основно и средно българско и гръцко училище. В 1910 година според училищния инспектор към Българската екзархия в Сяр Константин Георгиев в Горно Броди има църква и училище, в което главен учител е Ботушаров, а другите учители са Иван Телятинов (преподава български език), Д. Попгеоргиев (преподава история), Екатерина Атанасова (преподава четене) и Д. Соянов (преподава смятане). В училището учениците са 295, тъй като в селото е открито първокласно училище, а от тях 197 са момчета и 98 са момичета. Според други източници учители в Горно Броди са Я. Чаков, Ю. Смилков, Н. Секулов, В. Пейкова, Е. Жилева, Е. Трендафилова и Магдалина Хаджиделева.
Жителите на селото участват активно в съпротивата на ВМОРО срещу османската власт. През 1903 година селото пострадва при убийството на Гоце Делчев в съседното село Баница, както и след Илинденското въстание, когато много от жителите му са арестувани и заточени, а друга част се изселва в България.
След Илинденското въстание голямото екзархийско българско село се превръща в трън в очите на гръцките андарти и то многократно е нападано от гръцки чети, ръководени от Серския гръцки силогос. Постепенно отношенията между екзархисти и патриаршисти се изострят и четите на ВМОРО често са принудени да извършват наказателни акции срещу патриаршистите от Броди, окончателно приели елинизма. В битката си с гръцката въоръжена пропаганда селото си извоюва названието Малка София. В 1909 година за мюдюрин в Горно Броди е назначен бившият четник Владимир Икономов.
Селото е освободено от османска власт по време на Балканската война, когато в селото има 1100 къщи и над 8000 жители. При избухването на войната сто и седем души от Горно Броди са доброволци в Македоно-одринското опълчение.
Над двадесет и един души родом от Горно Броди, в редиците на българската армия, загиват на фронта във войните за национално обединение на България.

### В Гърция
По време на Междусъюзническата война през юни 1913 година Горно Броди е унищожено напълно с артилерийски огън от гръцките войски като жителите му, които успяват да се спасят, избягват в България.
В 1913 година гръцки учител в Горно Броди става Астериос Зорбас.
След катастрофата на Гърция в Гръцко-турската война в 1923 година в Горно Броди са заселени много бежанци гърци от Мала Азия и Източна Тракия. Компактни маси българи от Горно Броди се установяват в Неврокоп (Гоце Делчев) (200 семейства) и Пловдив (300 семейства). Значителни групи бежанци от селото има в Пазарджик, Пещера, Батак, София.
Според преброяването от 1928 година Горно Броди е изцяло бежанско с 85 бежански семейства с 285 души.
През април 1941 година българската армия навлиза в източната част на Егейска Македония и Горно Броди с цяло Сярско влиза в границите на България. Според българските статистики в селото има около 50 български гъркомански семейства и 50 гръцки колонисти, които живеят в центъра на селото около извора Кладнец, а останалата част от селото е в развалини, над които стърчи оцелялата часовникова кула. Българските власти провеждат политика за насърчаване на завръщането на бежанците българи и изселване на придошлите гърци. В 1944 година селото окончателно влиза в рамките на Гърция.
По време на Гражданската война в Гърция селото е отново изгорено, тъй като е база на ЕЛАС. След това то е отново възстановено и в него живеят 200 гръцки семейства колонисти и 50 семейства от български произход.
| Име               | Име            | Ново име     | Ново име     | Описание                                                     |
| ----------------- | -------------- | ------------ | ------------ | ------------------------------------------------------------ |
| Карахи или Карали | Καραλή         | Корифес      | Κορυφές      | връх в Шарлия на ЮЗ от Горно Броди (1365 m)                  |
| Кория             | Κουρί          | Гимнон       | Γυμνόν       | връх в Шарлия на ЮИ от Горно Броди (1176,6 m)                |
| Лясково           | Λιάσκοβον      | Илиолустон   | Ήλιόλουστον  | букова гора и връх в Шарлия на ЗЮЗ от Горно Броди (1432,5 m) |
| Лясково           | Λιασκόβον      | Зесто Рема   | Ζεστό Ρέμα   | река на Ю от Горно Броди                                     |
| Сотка или Сойка   | Σόϊκα          | Толи Корфи   | Θολή Κορφή   | местност на Ю от Горно Броди                                 |
| Чатал Дели        | Τσατάλ Ντελή   | Трелос       | Τρελλός      | местност в Сминица на Ю от Горно Броди                       |
| Бабина гора       | Μπάμπινα Γκόρα | Мегали Корфи | Μεγάλη Κορφή | дълъг хребет в Шарлия на Ю от Горно Броди (1298,5 m)         |
| Сари Татарак      | Σαρή Ταταράκ   | Фалакрон     | Φαλακρόν     | връх в Сминица на ЮЮИ от Горно Броди                         |
| Арнаутлук         | Άρναουτλούκι   | Арванитика   | Άρβανίτικα   | местност на Ю от Горно Броди, по десния бряг на Дурвица      |

Преброявания
| Година    | 1913 | 1920 | 1928 | 1940 | 1951 | 1961 | 1971 | 1981 | 1991 | 2001 | 2011 | 2021 |
| --------- | ---- | ---- | ---- | ---- | ---- | ---- | ---- | ---- | ---- | ---- | ---- | ---- |
| Население |      |      |      |      |      |      |      |      |      | 406  | 199  | 216  |

## Личности
Като голямо средище на късното Българско възраждане Горно Броди е дало няколко големи личности на българската нация. Оттук са хайдутите Георги Зимбилев и Георги Посерото, революционерите Димо Хаджидимов, Георги Радев, Атанас Свещаров и Георги Баждаров, художникът Аргир Калъчев и видният общественик Никола Димков, д-р Димитър Пасков, изобретател на лекарството против детски паралич нивалин. Жител на Горно Броди от по-ново време е гръцкият поет Тасос Стамбулоглу.